# 黄浦公園
黄浦公園（こうほこうえん、中: 黄浦公园）は、上海・外灘の北東端にある三角形の緑地であり、街で最も古くかつ小さい公園である。ここには、外国支配からの脱却に尽くした先人を記念する大きな人民英雄紀念碑と、昔の写真で外灘の歴史を振り返る外灘歴史博物館がある。

## 名称と歴史

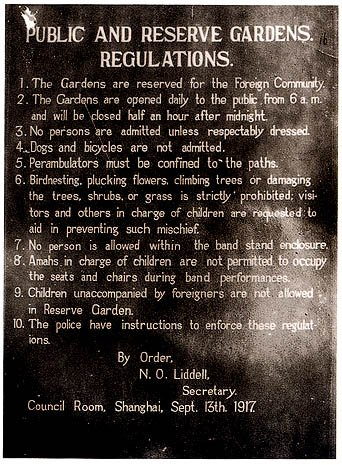
1917年の公園の注意書き

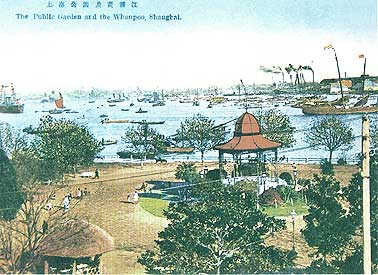
1920年代の黄浦公園

この場所に公園が最初に作られたのは1886年で、単純に「パブリック・ガーデン」（Public Garden、公共花園）と呼ばれ、中国で初めて一般人も利用できる公園になった。スコットランド人の庭師がヨーロッパ式にデザインし、休憩所、テニスコートが作られたが、それは1840年代に上海が国際貿易港となって以降増え続ける外国人租界の居住者の利用を意図したものだった。
パブリック・ガーデンは1890年から1928年の間、中国人の立入を禁じたが、よく知られた作り話として、公園の入口に「犬と中国人は立ち入るべからず」という注意書きがあったというものがある。しかしその時期の写真によると、注意書きは10項目あり、その1番目は「この公園は外国人が利用するためのものである」、4番目は「犬と自転車は禁止する」というものだった。いずれにせよ、黄浦公園や中国の他の公園で中国人の立入が禁じられたことは、19世紀から20世紀前半にかけて西洋列強から中国が辱めを受けた多くの例のひとつとして、一般民衆の心に残った。例えばブルース・リーの映画『ドラゴン怒りの鉄拳』では、黄浦公園のゲートのシーンで（作り物だが）「狗與華人不得進内（犬と中国人は入るべからず）」という注意書きが見られる。
第二次世界大戦後、パブリック・ガーデンは「黄浦公園」に改名された。公園は北は呉淞江、東は黄浦江と接しており、本流となる後者から名前が採られた。
1990年代に公園は改装され、人民英雄紀念碑と外灘歴史博物館が建てられた。
公園は様変わりしたが、黄浦公園の歴史的な名前は、隣の「ガーデン・ブリッジ」（外白渡橋）や虹口区の高層マンション「ニュー・バンド・ガーデン」といった地名に今も残っている。

## 近隣のスポット
- 外灘
- 外白渡橋